# Dimena
Dimena (greco: Δήμαινα) è un piccolo villaggio della Grecia situato nella prefettura dell'Argolide nel Peloponneso con una popolazione di 700 abitanti. Assieme a Nea Epidauros, Palea Epidauros, Trachea e Koliaki, fa parte della municipalità di Epidauro, importante sito archeologico protetto dall'UNESCO.
Vicino Dimena si trova il famoso monastero di Taxiarchon, costruito nel XV secolo.